# M-Xylylendiamin
m-Xylylendiamin ist eine chemische Verbindung, die für die Herstellung von Kunststoffen verwendet wird.

## Herstellung
m-Xylylendiamin kann durch Reduktion von m-Benzoldicarbonitril mit Wasserstoff in Gegenwart von Ammoniak durch einen Cobalt-Katalysator hergestellt werden.

## Eigenschaften
Die spektroskopischen Daten von m-Xylylenediamin sind in der Literatur angegeben.

## Verwendung
Ähnlich wie die Phenylendiamine wird auch m-Xylylendiamin als Vernetzer von Epoxiden und für die Herstellung von Polyurethanen verwendet. Der Duroplast aus Bisphenol-A-diglycidylether vernetzt mit m-Xylylendiamin besitzt so vorteilhafte Eigenschaften, dass er als Material im Bauwesen und Automobilbau verwendet wird.